# Ottar af Roskilde
Le Ottar af Roskilde est le nom donné à une réplique du bateau viking exposé au Musée des navires vikings de Roskilde au Danemark sous le nom de Skuldelev 1 , navire de transport de type Knarr.

Skuldelev 1 est une épave trouvée en 1962 dans le fjord de Roskilde avec quatre autres connues sous le nom de Skuldelev.

le port d'attache du Ottar af Roskilde est le port du Musée des navires vikings de Roskilde où il a été construit de 1999 à 2000.